# 200 mètres quatre nages féminin aux championnats du monde de natation 2024
Cet article traite de l'épreuve féminine. Pour la compétition masculine, voir 200 mètres quatre nages masculin aux championnats du monde de natation 2024.
Le 200 mètres quatre nages féminin est une épreuve de natation sportive des championnats du monde de natation 2024. Elle a lieu les 11 et 12 février 2024 à Doha au Qatar.

## Records
Avant cette compétition, les records dans cette discipline étaient :
| Record du monde       | 2 min 6 s 12 | Katinka Hosszú | 3 août 2015 | Kazan, Russie |
| Record du championnat | 2 min 6 s 12 | Katinka Hosszú | 3 août 2015 | Kazan, Russie |

## Résultats détaillés
Les 16 meilleurs temps se qualifient pour les demi-finales (Q), puis les 8 meilleurs demi-finalistes passent en finale (F).

### Séries
| Rang | Série | Ligne | Nageuse               | Pays         | Temps         | Commentaire |
| ---- | ----- | ----- | --------------------- | ------------ | ------------- | ----------- |
| 1    | 3     | 4     | Kate Douglass         | États-Unis   | 2 min 10 s 01 | Q           |
| 2    | 2     | 4     | Sydney Pickrem        | Canada       | 2 min 10 s 97 | Q           |
| 3    | 1     | 4     | Marrit Steenbergen    | Pays-Bas     | 2min 11 s 45  | Q           |
| 4    | 1     | 3     | Yu Yiting             | Chine        | 2 min 11 s 53 | Q           |
| 5    | 1     | 5     | Abbie Wood            | Royaume-Uni  | 2 min 11 s 57 | Q           |
| 6    | 2     | 3     | Charlotte Bonnet      | France       | 2min 12 s 32  | Q           |
| 7    | 2     | 6     | Ashley McMillan       | Canada       | 2 min 12 s 65 | Q           |
| 8    | 3     | 5     | Anastasia Gorbenko    | Israël       | 2 min 12 s 76 | Q           |
| 9    | 2     | 5     | Sara Franceschi       | Italie       | 2 min 13 s 66 | Q           |
| 10   | 3     | 3     | Kim Seo-yeong         | Corée du Sud | 2 min 13 s 85 | Q           |
| 11   | 1     | 2     | Lena Kreundl          | Autriche     | 2 min 14 s 03 | Q           |
| 12   | 3     | 2     | Kristen Romano        | Porto Rico   | 2 min 14 s 24 | Q           |
| 13   | 2     | 2     | Letitia Sim           | Singapour    | 2 min 14 s 26 | Q           |
| 14   | 3     | 6     | Dalma Sebestyen       | Hongrie      | 2 min 14 s 27 | Q           |
| 15   | 1     | 6     | Cyrielle Duhamel      | France       | 2 min 15 s 24 | Q           |
| 16   | 3     | 7     | Tamara Potocká        | Slovaquie    | 2 min 15 s 69 | Q           |
| 17   | 1     | 7     | Stefanía Gómez        | Colombie     | 2 min 16 s 22 |             |
| 18   | 3     | 1     | McKenna DeBever       | Pérou        | 2 min 16 s 52 |             |
| 19   | 2     | 7     | Kamonchanok Kwanmuang | Thaïlande    | 2 min 17 s 48 |             |
| 20   | 2     | 8     | Stephanie Iannaccone  | Guatemala    | 2 min 18 s 43 |             |
| 21   | 2     | 1     | Nicole Frank          | Uruguay      | 2 min 20 s 66 |             |
| 22   | 1     | 1     | Valerie Tarazi        | Palestine    | 2 min 22 s 88 |             |
| 23   | 1     | 8     | Inana Soleman         | Syrie        | 2 min 27 s 15 |             |
| 24   | 3     | 0     | Mok Sze Ki            | Hong Kong    | 2 min 29 s 14 |             |
| 25   | 3     | 8     | Hamna Ahmed           | Maldives     | 2 min 54 s 15 |             |

### Demi-finales
| Rang | Série | Ligne | Nageuse            | Pays         | Temps   | Commentaire |
| ---- | ----- | ----- | ------------------ | ------------ | ------- | ----------- |
| 1    | 2     | 4     | Kate Douglass      | États-Unis   | 2:08.41 | F           |
| 2    | 1     | 4     | Sydney Pickrem     | Canada       | 2:08.76 | F           |
| 3    | 1     | 5     | Yu Yiting          | Chine        | 2:08.83 | F           |
| 4    | 1     | 6     | Anastasia Gorbenko | Israël       | 2:10.15 | F           |
| 5    | 1     | 3     | Charlotte Bonnet   | France       | 2:10.24 | F           |
| 6    | 2     | 5     | Marrit Steenbergen | Pays-Bas     | 2:11.23 | F           |
| 7    | 2     | 3     | Abbie Wood         | Royaume-Uni  | 2:11.35 | F           |
| 8    | 2     | 6     | Ashley McMillan    | Canada       | 2:12.23 | F           |
| 9    | 2     | 2     | Sara Franceschi    | Italie       | 2:12.34 |             |
| 10   | 1     | 2     | Kim Seo-yeong      | Corée du Sud | 2:12.72 |             |
| 11   | 2     | 1     | Dalma Sebestyen    | Hongrie      | 2:13.25 |             |
| 12   | 1     | 7     | Kristen Romano     | Porto Rico   | 2:13.33 |             |
| 13   | 2     | 7     | Lena Kreundl       | Autriche     | 2:13.72 |             |
| 14   | 1     | 1     | Cyrielle Duhamel   | France       | 2:13.93 |             |
| 15   | 2     | 8     | Tamara Potocká     | Slovaquie    | 2:15.36 |             |
| 16   | 1     | 8     | Stefanía Gómez     | Colombie     | 2:19.30 |             |

### Finale
| Rang               | Série | Ligne | Nageuse | Pays | Temps | Commentaire |
| ------------------ | ----- | ----- | ------- | ---- | ----- | ----------- |
| Médaille d'or      |       |       |         |      |       |             |
| Médaille d'argent  |       |       |         |      |       |             |
| Médaille de bronze |       |       |         |      |       |             |
| 4                  |       |       |         |      |       |             |
| 5                  |       |       |         |      |       |             |
| 6                  |       |       |         |      |       |             |
| 7                  |       |       |         |      |       |             |
| 8                  |       |       |         |      |       |             |